# Довнары (Подляское воеводство)
Довнары (пол. Downary) — деревня в Монькском повете Подляского воеводства Польши. Входит в состав гмины Гонёндз. Находится примерно в 8 км к северо-западу от города Моньки у границы национального парка Бебжанский. По данным переписи 2011 года, в деревне проживало 312 человек.

## История
Поселение основано в 1572 году. Привилегии получены при Сигизмунде III.
В XX веке в межвоенный период в деревне была открыта начальная школа. По данным переписи 1921 года, в Довнарах проживало 360 человек (171 мужчина и 189 женщин), насчитывалось 66 жилых домов.
В деревне Довнары родился священник Франтишек Ксаверий Климашевский (1875-1939), настоятель кафедрального католического собора в Саратове.